# Paskucz László
Paskucz László (Szilágysámson, 1934. május 12. –) erdélyi magyar vegyész.

## Életútja
A Bolyai Tudományegyetem munkásfakultásának hallgatójaként érettségizett, majd a Babeș-Bolyai Egyetemen szerzett vegyészi diplomát (1960), később ugyanott elnyerte a kémiai tudományok doktora címet (1973). Az egyetem elvégzésétől nyugdíjazásáig (1993) a kolozsvári Kémiai Kutatóintézetben dolgozott kutatóként, majd főkutatóként.

## Munkássága
Kutatási területe a foszfor szerves vegyületeinek előállítása, e vegyületek fizikai kémiai vizsgálata. E témakörben számos ipari eljárást dolgozott ki, közülük egyeseket szabadalom védi. Tanulmányait a Studii și Cercetări de Chimie, Journal für praktische Chemie, Chemische Berichte, Revue Roumaine de Chimie, Angewandte Chemie, Monatshefte für Chemie közölte.
Fontosabb dolgozatai (társszerzőkkel): 
- Dipole moments and configuration of dikalkylphosphinic esters. Collection of Czechoslovak Chemical Communications 40 (1975). *Tetra-alkyl-dithio-hydrodiphosphate, deren Molrefraction and IR-Spectra. Chemische Berichte 96 (1963)
- Neue Darstellungsmethoden der asymetrischen Dithiopyrophosphorsäure-000-Tetra- alkylester. Monatshefte für Chemie 99 (1968).

Újabb tanulmányait Paskucz Szathmáry László néven jegyzi.